# Ipse
Ipse ist ein Ortsteil der Hansestadt Gardelegen im Altmarkkreis Salzwedel in Sachsen-Anhalt, Deutschland.

## Geografie
Ipse, ein Straßendorf mit Kirche, liegt 3,5 Kilometer südlich der Gardelegener Altstadt in der Niederung der Milde in der Altmark. Es ist umgeben von Feldern und Wiesen und grenzt unmittelbar an das große Waldgebiet Colbitz-Letzlinger Heide. Die Hoppenmühle liegt einen Kilometer südwestlich des Dorfes. Etwa einen Kilometer südlich liegt die zum Ortsteil gehörende Drögemühle.

## Geschichte

### Mittelalter bis Neuzeit
Im Jahr 1238 wird Ipse als Ipizse iuxta Gardeleven duo moledina erstmals urkundlich erwähnt, als Graf Siegfried von Osterburg Dörfer und Besitz in der Altmark, mit denen er vorher vom St. Ludgerikloster Helmstedt belehnt worden war, dem Abt Gerhard von Werden und Helmstedt überschreibt. Weitere Namensnennungen sind 1429 ypecze, 1465 Yptz, 1687 Ipzee, 1775 Ipse oder Iptze sowie 1804 Ipse und Ipze.
Die Angabe von Wilhelm Zahn, dass der Ort ein Lehen derer von Bartensleben gewesen wäre, bestätigen die Angaben des Historikers Peter Rohlach nicht.
Am 20. Juli 1950 wurde die bis dahin selbständige Gemeinde Ipse in die Stadt Gardelegen eingemeindet.

### Einwohnerentwicklung
| Jahr | Einwohner |
| ---- | --------- |
| 1734 | 187       |
| 1774 | 169       |
| 1789 | 166       |
| 1798 | 182       |
| 1801 | 179       |

| Jahr | Einwohner |
| ---- | --------- |
| 1818 | 156       |
| 1840 | 166       |
| 1864 | 232       |
| 1871 | 231       |
| 1885 | 233       |

| Jahr | Einwohner |
| ---- | --------- |
| 1892 | [0]229    |
| 1895 | 214       |
| 1900 | [0]211    |
| 1905 | 198       |
| 1910 | [0]200    |

| Jahr | Einwohner |
| ---- | --------- |
| 1925 | 187       |
| 1939 | 189       |
| 1946 | 280       |
| 2012 | [00]123   |
| 2016 | 115       |

| Jahr | Einwohner |
| ---- | --------- |
| 2021 | 117       |
| 2022 | 117       |

Quelle, wenn nicht angegeben, bis 1946:

## Religion
Die evangelischen Christen der Kirchengemeinde Ipse gehörten früher zur Pfarrei Kloster Neuendorf. 1930 erfolgte eine Zuordnung der Kirchengemeinde zur Pfarrei Berge und 1964 zur Pfarrei Gardelegen. Die Kirchengemeinde Ipse gehört heute zum Pfarrbereich Gardelegen im Kirchenkreis Salzwedel im Propstsprengel Stendal-Magdeburg der Evangelischen Kirche in Mitteldeutschland.
Die ältesten überlieferten Kirchenbücher für Ipse stammen aus dem Jahre 1671.
Die katholischen Christen gehören zur Pfarrei St. Hildegard in Gardelegen im Dekanat Stendal im Bistum Magdeburg.

## Kultur und Sehenswürdigkeiten

### Kirche
In der Ortsmitte steht die evangelische Dorfkirche mit einem Friedgarten. An ihr sind Reste der historischen Putztechnik Pietra Rasa sichtbar. Sie ist ein Feldsteinbau mit Backsteinteilen, aus einem rechteckigen Schiff mit kurzem eingezogenen Rechteckchor, über breiten, im Innern als Sockel erscheinenden Mauern eines romanischen Baus, der wohl in spätgotischer Zeit entstanden ist. Besonders erwähnenswert sind die spätgotischen Malereien im Chor. Erst nach 1960 wurde ein mit Ranken begrenzter Fries mit Passionsszenen im Osten (Dornenkrönung, Beweinung, Kreuzigung Christi) und die Auferstehung Christi im Süden, aufgedeckt. Im Westen der Kirche ist eine Empore aus dem Jahr 1686 eingebaut. Im südlichen Fachwerkvorbau sind zwei Inschriftgrabsteine des 17. Jahrhunderts erhalten.

### Mühlen
Die Hoppenmühle und die Drögemühle sind alte Wassermühlen direkt am Flüsschen Milde. Sie stehen unter Denkmalschutz.

## Vereine
Anfang 2016 wurde der Verein Ipse excitare e. V. gegründet, der gemeinsam mit der Kirchengemeinde die Dorfkirche Ipse nutzt und sie bei der Erhaltung und Sanierung des denkmalgeschützten Gebäudes unterstützt.